# Кубанська Законодавча Рада
Кубанська Законодавча Рада, представницький законодавчий орган Кубанської Народної Республіки на Кубані.
Законодавча Рада мала таки повноваження:
- приймала закони та Конституції,
- обирала виконавчу владу — Крайовий уряд,
- обирала військового отамана, який був головнокомандувачем військових сил Кубані.

Та представником Краю, який також мав право вето щодо законів, ухвалюваних Законодавчою радою.
Першим Головою Законодавчої ради став Микола Рябовіл.

## Історія створення
24 вересня 1917 Кубанська Військова рада на своїй 2-ій сесії поповнилася депутатами від черкесів і інших верховинців міст і корінного некозацького населення. На цій сесії Військова Рада проголосила себе Крайовою радою з повноваженнями Установчих зборів й ухвалила 1-шу Конституцію Кубані; перейменувала Кубанську область у республіку з назвою Кубанський Край у складі Російської Федеративної Республіки. За Конституцією була створена Законодавча Рада і згодом уряд — Крайовий уряд Кубані.

## Дії та закони Законодавчої Ради
- 24 вересня 1917 рішення про утворення Законодавчої Ради.
- 28 січня 1918 р. Законодавча рада проголосила Кубанську Народну Республіку — правонаступницю Кубанського краю, що б у майбутньому входила до Російської Федеративної Республіки
- 16 лютого 1918 р. під час наступу на Північний Кавказ більшовиків Законодавча Рада проголосила самостійність і незалежність від Росії Кубанської Народної Республіки.
- Вимушена втеча Законодавчої ради та Крайового уряду разом із нечисленними об'єднаними частинами козацького війська і білої Добровольчої армії на Дон від більшовиків.
- 28 травня 1918 року делегація Законодавчої ради до Києва для переговорів із Гетьманом Павлом Скоропадським про налагодження міждержавних стосунків на чолі з Миколою Рябоволом, де було домовлено про федеративне об'єднання.
- 24 жовтня 1918 року Надзвичайна рада обрала головою Кубанської крайової ради Миколу Рябовола (253 голоси «за», 5 «проти» і 83 утрималися). Що фактично закінчило історію Законодавчої Ради.
- 4 грудня 1918 р. на надзвичайній сесії Крайової ради було прийнято нову (2-гу) Конституцію Кубані, якою назву Кубанська Народна Республіка змінено на Кубанський Край.